# 基隆拿
基洛纳，或稱企連打，是加拿大英屬哥倫比亞省西南部的一個城市，坐落奧肯拿根湖東岸，是中奥肯拿根地区的行政中心。該市北接湖泊鄉，西面隔湖與西基隆拿對望，離溫哥華以東約390公里遠，也離美加邊境約150公里遠。基洛纳市面積為211.82平方（81.78平方英里），據2016年人口普查所示市内人口有127,312人，而都會區人口則有179,839人，位列全國第22大、省内繼溫哥華和維多利亞後第3大、卑詩省内陸地區最大都會區。

## 歷史
法國羅馬天主教傳教士潘多西神父（Charles M. Pandosy）於1859年踏足此地，為首位在此定居的歐洲人，並於奧卡拿根湖湖岸一處名為沙灣（L'anse au sable）的地方設立傳道部。其他歐裔居民相繼抵達，並將此帶地域稱為奧卡拿根傳道部（Okanagan Mission）。當局於1892年在此劃下鎮址並將之命名為「基隆拿」，在當地原住民語言中解作「灰熊」。
基隆拿在1905年5月建制成市，當時該市人口只達六百人，以農業為主要經濟來源。

## 人口統計
根據2006年人口普查，基隆拿市人口有106,707人，其中35％是40到64歲間，19％是65歲以上，17％是25到39歲間，12％是10到19歲間，10％是0到9歲間，7％是20到24歲間。市內的主要族群為歐洲裔，其次為加拿大原住民。

## 交通
基洛納國際機場為加拿大前九大繁忙的機場，每年總旅客量達一百萬人以上。
陸路交通方面，卑詩省97號公路是進出基洛納的要道；該公路向西經班納橋（William R. Bennett Bridge）通往奧根湖的西岸（再經97號C、5號和1號公路通往溫哥華）。33號公路則在市内與97號公路交匯，自此往東南伸展。
基洛納地區公車局（Kelowna Regional Transit）在基洛納一帶營運21條巴士綫。

## 媒體
基隆拿只有一間地區電視台－CHBC。該台從1957年啓播至2006年期間一直維持與加拿大廣播公司英語電視網的聯播關係，其後卻脫離CBC並加盟加西集團旗下的E!電視網。E!電視網於2009年倒閉後，CHBC轉投同屬加西集團的環球電視。另一方面，環球電視的溫哥華分台CHAN亦於基隆拿設有轉播站；除地區新聞外，CHBC其他時段的節目與CHAN同步播放。現時基隆拿觀眾需依靠有綫或衛星電視接收加拿大其他電視網（包括CBC、CTV和Citytv等）的節目。
此外，基隆拿亦有數家地區電台，以及每天發行的《基隆拿每日郵報》（Kelowna Daily Courier）。当地主要媒体网站則包括Castanet以及Kelowna Now。

## 教育
中奧卡拿根第23號校區負責營運基隆拿市内的英語公立中小學，而卑詩省法語教育局則在市内營運一間法語公校。
高等教育方面，卑詩大學的奧卡拿根分校設於市内。該市其他高等院校則包括奧卡拿根學院（Okanagan College）、斯普羅特-蕭社區學院（Sprott-Shaw Community College）的分校、以及私營的藝術與科技中心（The Centre for Arts and Technology）。

## 姊妹城市
- 日本 春日井市
- 荷蘭 芬丹市

## 軼事
- 根據《2012年加國UFO發現》報告，基洛纳是全加拿大第五多發現UFO報告的城市[11]。

## 外部連結
- 基隆拿市官方網頁 （页面存档备份，存于） （英文）
- 基隆拿市觀光協會網頁 （页面存档备份，存于） （英文）